# Fanerógama
Fanerógama ou fanerogâmica (do grego phanerós, aparente; gamos, gâmeta, através da forma latinizada Phanerogamae) é o grupo não taxonômico do Reino Plantae (plantas) de seres vivos, cuja principal característica distintiva são as sementes, estruturas reprodutivas que guardam o embrião, protegendo-o e ainda possuem um tecido nutritivo. As sementes, são ainda, característica que distingue tal grupo das "criptogamas", plantas sem sementes. Por vezes as fanerógamas são referidas como vegetais superiores e, para além de sementes, apresentam vasos condutores de seiva e verdadeiros caules, folhas e raízes. Nesse grupo são incluidos os filos das Gimnospermas e Angiospermas. Por na realidade ser um agrupamento parafilético, a utilização desta estrutura taxonômica foi abandonada pela Sistemática moderna, sendo preferida a utilização do táxon Spermatophyta, tendo a designação espermatófitas substituindo a designação fanerogâmicas no uso científico, embora esta última, apesar de obsoleta, ainda se encontre frequentemente na literatura e nas salas de aula pela sua utilidade didática.

## História
Deve-se a Lineu a divisão das plantas em dois grupos primários: as fanerogâmicas, com órgãos sexuais visíveis, e as criptogâmicas, sem órgãos sexuais facilmente discerníveis.
Por sua vez, o filo Phanerogamae foi dividido em duas classes: as gimnospermas e as angiospermas. No grupo das gimnospermas (gymnos, nu; spermae, semente) eram incluídas as espécies cujas sementes consideradas "nuas"; na classe das angiospermas (angios, envoltório; spermae, semente) eram incluídas as plantas cujas sementes se alojam no interior de frutos, isto é de estruturas resultantes do desenvolvimento do ovário da flor.
O taxon eram baseado especialmente em diferenciações morfológicas, considerando-se como fanerógamas as plantas que produzem flores e sementes (as espermáfitas), e como  criptógamas as restantes plantas. Tal divisão meramente morfo-funcional veio a revelar-se como parafilética, já que se forem considerados filhos extintos, os dois taxa partilham uma ancestralidade comum. Em resultado, a utilização da designação fanerógama passou a ser desencorajada, sendo hoje preferível utilizar a designação espermatófita, com raiz na produção de semente e não na existência ou não de flores diferenciadas.
No actual contexto taxonómico, em que as diferenciações de natureza morfológica estão a ser suplantadas por análises de natureza genética e molecular, o uso de designações como fanerógama ou fanerogâmica é obsoleto e fortemente desencorajado. Entretanto, devido ao enraizamento dos grupos já conhecidos e pela utilidade didática, tais termos ainda são encontrados nas literaturas científicas e nas salas de aula.